# Дуаз-Ігрежаш (Міранда-ду-Дору)
Дуаз-Ігрежаш (порт. Duas Igrejas; МФА: [ˈdu.ɐz i.ˈgɾɐj.ʒɐʃ]) — парафія в Португалії, у муніципалітеті Міранда-ду-Дору. Розташована в північно-східній частині країни, на теренах історичної португальської провінції Трансмонтана. Входить до складу округу Браганса. За адміністративним поділом, чинним до 1976 року, терени парафії були складовою провінції Трансмонтана і Верхнє Дору. Належить до Брагансько-Мірандської діоцезії Католицької церкви. Патрон — Діва Марія. Площа — 49,8957 км². Населення — 599 ос. (2011). Слабо урбанізований регіон. Густота населення — 12,01 осіб/км²
. Код — 040604.

## Населення
| Кількість мешканців | Кількість мешканців | Кількість мешканців | Кількість мешканців | Кількість мешканців | Кількість мешканців | Кількість мешканців | Кількість мешканців | Кількість мешканців | Кількість мешканців | Кількість мешканців | Кількість мешканців | Кількість мешканців | Кількість мешканців | Кількість мешканців |
| ------------------- | ------------------- | ------------------- | ------------------- | ------------------- | ------------------- | ------------------- | ------------------- | ------------------- | ------------------- | ------------------- | ------------------- | ------------------- | ------------------- | ------------------- |
| 1864                | 1878                | 1890                | 1900                | 1911                | 1920                | 1930                | 1940                | 1950                | 1960                | 1970                | 1981                | 1991                | 2001                | 2011                |
| 778                 | 891                 | 952                 | 1 009               | 1 109               | 1 079               | 1 084               | 1 334               | 1 499               | 1 542               | 1 138               | 990                 | 860                 | 744                 | 599                 |